# 아돌프 폰 하르나크

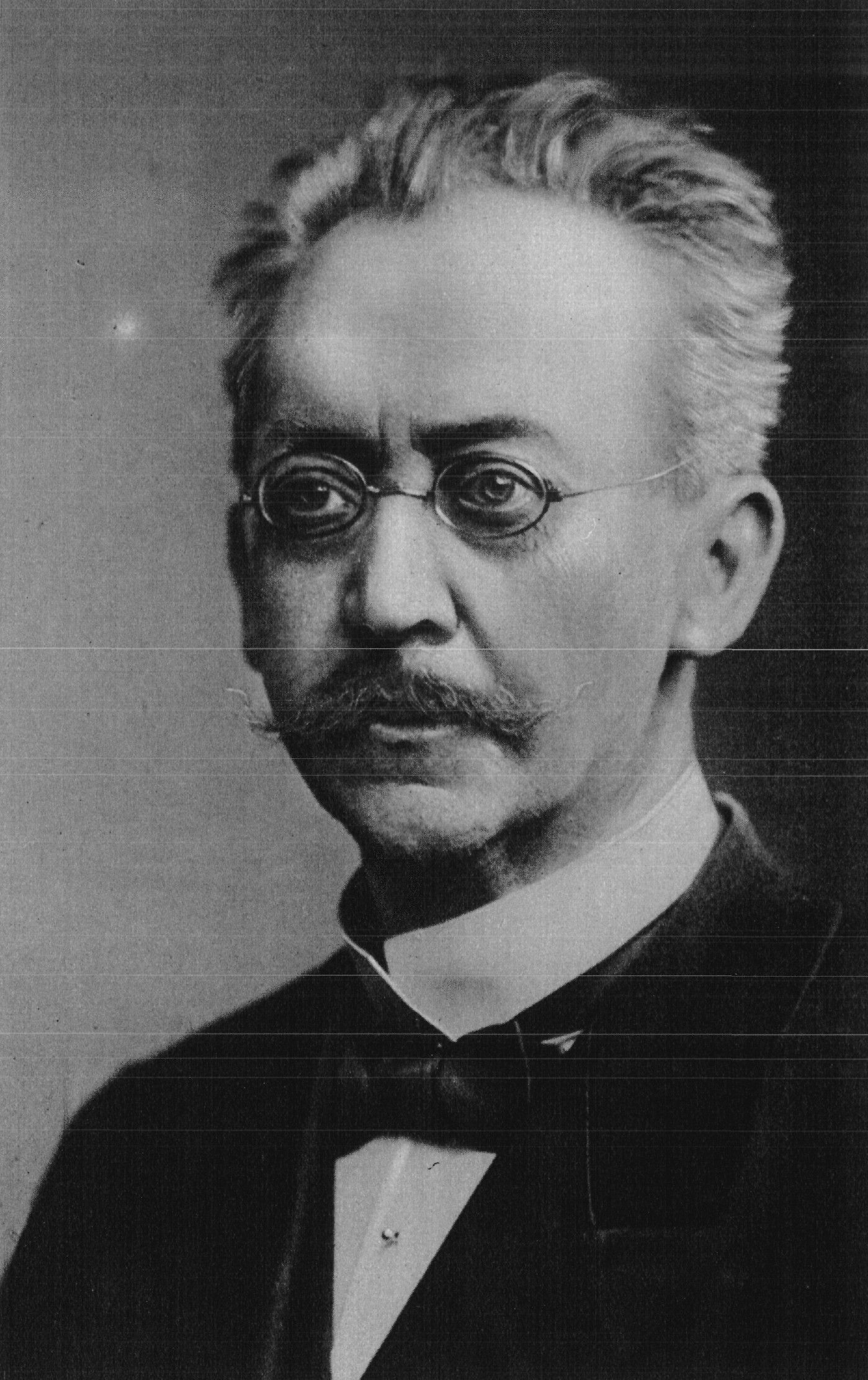
아돌프 폰 하르나크

아돌프 폰 하르나크(독일어: Adolf von Harnack, 1851년 5월 7일~1930년 6월 10일) 일반적으로 하르낙은 독일의 개신교회 신학자로. 자유주의 신학자이자, 교회사 연구가이다.

## 경력
1851년 리보니아의 도르파트(독일어: Dorpat,현재 에스토니아의 '타르투')에서 독일인 신학교수 '테오도시우스 하르나크'(Theodosius Harnack)의 아들로 태어나, '아돌프 하르나크'로 이름을 지었다. 라이프치히(1876년), 기센(1879년), 마르부르크 대학교(1886년)를 거쳐 베를린 대학교(1888년-1921년)에서 가르쳤다. 1914년 독일제국 황제 빌헬름 2세로부터 귀족작위를 받아, 일반 성씨인 '하르나크'에서 작위를 가진 가문의 성씨인 '폰 하르나크'(von Harnack)가 되어 그 후로 '아돌프 폰 하르나크'라는 이름을 사용하게 되었다. 저서로는 1899년부터 1890년까지 베를린 대학교 학생 600여 명에게 강의한 내용을 출간한 《기독교의 본질》(독일어: Wesen des Christentums),《교리사》등이 있다.

## 신학

### 신학적인 업적
1873년부터 1912년까지 많은 종교 논문을 썼으며, 사회적인 복음을 주창했다. 19세기 독일교회에는 더욱 고도화된 성서비평학이 왕성했으며, 성서(성경)와 역사적 예수에 대한 역사비평적인 방법이 표준화되었다. 이는 모두 하르나크의 업적을 따르는 것이다. 하르나크는 초대 기독교 문서들에 대한 그리스 철학의 영향을 캐내었으며, 초대 교회의 교리에 의문을 제기했다. 그는 요한 복음서를 배척하고 공관 복음서를 중시했다.

### 교리사 연구
하르나크는 《교리사》(1886년-1889년)를 쓸 정도로 뛰어난 교리사학자였는데, 그가 제일 관심을 가진 분야는 테르툴리아누스, 키프리아누스 주교 등의 초대교회 교부들이었다. 그는 기독교가 그리스철학의 영향으로 헬라화되면서, 예수의 가르침이 사도 바울로에 의해 예수에 대한 종교로, 더 나아가 예수를 성자 하나님으로 신격화하는 성육신 교리로 변형되었으며, 복음은 각 시대마다 역사형식은 달랐지만, 영원한 진리를 담고 있다고 보았다.

### 그리스도론
하르나크는 예수의 가르침을 하느님 나라와 도래, 성부와 인간 영혼의 무한한 가치, 더욱 숭고한 정의와 사랑의 계명을 주제로 하고 있으며, 예수가 가르친 하나님 나라는 영원하다고 보았다.

### 사도신조 수용논쟁 참여
근대 유럽교회에서는 사도신경에 대한 의문이 제기되었다. 사도신경이 정말 사도로부터 계승(사도적 전승)되었는지, 기독교 교리를 충분히 설명하는지, 신화적 표현들을 기독교신앙으로 수용해야 할지에 의문을 가졌다. 종교개혁의 정신을 강조하는 개신교 정통주의 기독교인들도 사도신경의 교리적 불충분성을 지적했다. 1871년 세례 집전시 어느 목사가 사도신경을 사용하지 않아, 성직을 해임당할 정도로 사도신경 수용논쟁은 독일 개신교회내에서 치열해졌고, 아돌프 폰 하르나크는 이 문제에 개입해야 했다. 그는 사도신경을 대신할 신조(Creed)를 가져도 된다고 보았으며, 예수의 동정녀 탄생을 비롯한 일부 내용에 대해 비판적인 모습을 보였다. 하지만 그는 사도신경 수용에 대해서는 반대하지 않았다. 단지 사도신경의 문자적 해석을 해야만 믿음 좋은 신자이거나 성숙한 신학을 가진 것은 아니며, 사도신경의 기본적인 내용에 대해 동의한다면 여전히 기독교인이라고 보았다. 즉, 폰 하르나크는 사도신경 수용 강요에 대해 반대한 것이지, 사도신경에 대해 반대한 것은 아니었다.

## 분류
1. ↑  한국어판《기독교의 본질》(오흥명 옮김,한들출판사 刊)설명
2. ↑  《기독교인물사상사전》-아돌프 폰 하르나크:기독교란 무엇인가?/토니 레인 지음/양정호, 박도웅 옮김/홍성사 p.337-338
3. 1 2  《기독교 인물사상사전》/토니 레인 지음/박도웅, 양정호 옮김/홍성사 p.339
4. ↑  《이야기교회사》/이성덕 지음/살림